# Crotalaria mexicana
Crotalaria mexicana är en ärtväxtart som beskrevs av Donald Richard Windler. Crotalaria mexicana ingår i släktet sunnhampor, och familjen ärtväxter. Inga underarter finns listade i Catalogue of Life.